# Třída Kaiser Max (1875)
Třída Kaiser Max byla třída kasematových obrněných lodí Rakousko-uherského námořnictva. Oficiálně vznikla přestavbou pancéřových fregat třídy Kaiser Max, ale ve skutečnosti se jednalo o nová plavidla. Ve službě byly v letech 1876–1904. Následně byly využívány v pomocných rolích. Po první světové války dvě získala Jugoslávie a třetí se roku 1919 potopila.

## Stavba

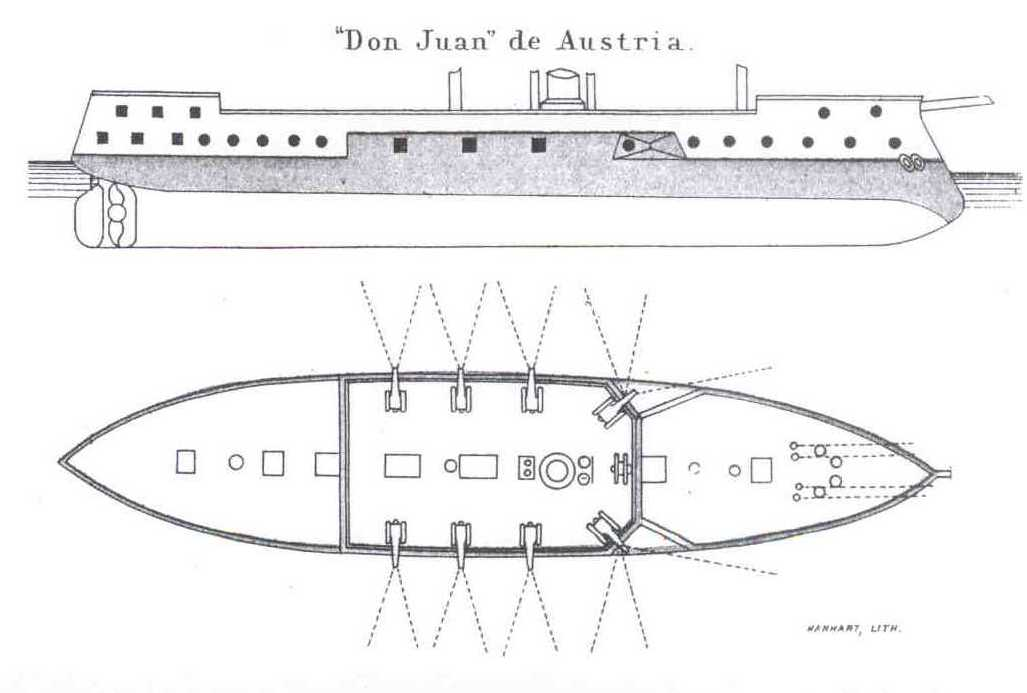
Základní uspořádání třídy

Z politických důvodů rakousko-uherské námořnictvo nezískalo prostředky na stavbu tří nových kasematových lodí, ale pouze na přestavbu zastaralých pancéřových fregat třídy Kaiser Max. Jednalo se však o de facto nové lodě. Z původních plavidel totiž byly použity jen pohonné systémy bez kotlů, vybrané části pancéřovaní a dalšího vybavení, přičemž byly postaveny nové železné trupy, kterým byla dána jména původních plavidel. „Přestavbu“ dvou plavidel provedla v letech 1874–1876 loděnice Stabilimento Tecnico Triestino v Terstu a jedné v letech 1874–1878 námořní arzenál v Pule. Důsledkem zvoleného přístupu přitom bylo, že „přestavěná“ plavidla byla třikrát dražší, než kdyby byla rovnou objednána jako nová.
Jednotky třídy Kaiser Max:
| Jméno              | Loděnice | Založení kýlu  | Spuštěna          | Vstup do služby | Stav |
| ------------------ | -------- | -------------- | ----------------- | --------------- | --- |
| Kaiser Max         | STT      | 14. února 1874 | 28. prosince 1875 | 26. října 1876  | Vyřazena 1904. Od roku 1909 plovoucí kasárna v Kotoru. Po světové válce předána Jugoslávii a přejmenována na Tivat. Další osud plavidla je nejasný.                                      |
| Don Juan d'Austria | STT      | 14. února 1874 | 25. října 1875    | 26. června 1876 | Vyřazena 1904. Přestavěna na oprávárenskou loď Vulkan. Po světové válce zkonfiskována Itálií a později přisouzena Jugoslávii, která ji však nepřevzala a další osud plavidla je nejasný. |
| Prinz Eugen        | Pula     | říjen 1874     | 7. září 1877      | listopad 1878   | Vyřazena 1904. Od roku 1905 plovoucí kasárna. V roce 1919 se za nejasných okolností potopila.                                                                                            |

## Konstrukce

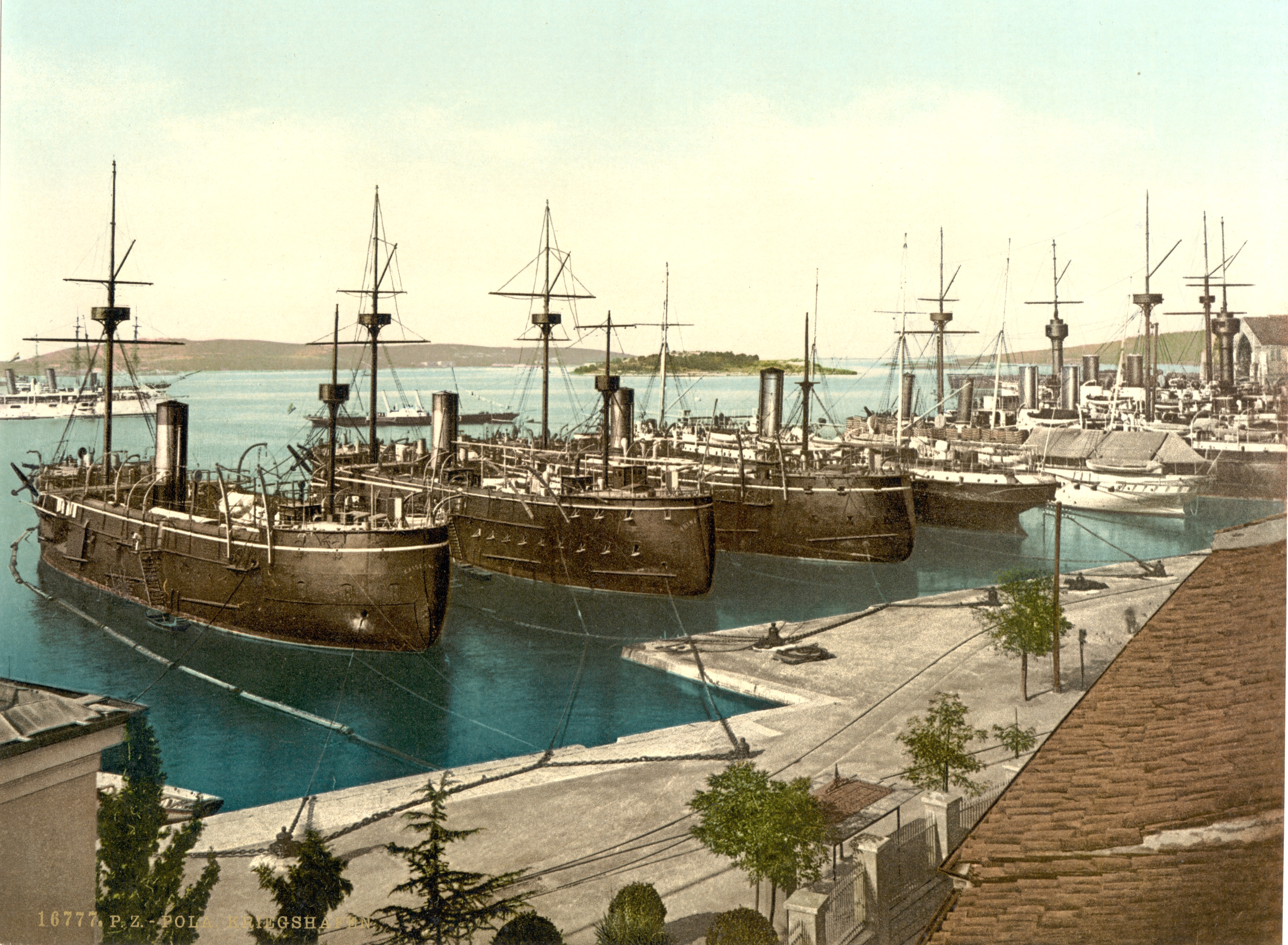
Kaiser Max, Prinz Eugen a Don Juan d'Austria

Hlavní výzbroj tvořilo osm 21cm kanónů Krupp L/20 v pancéřované kasematě uprostřed trupu. Doplňovala je čtyři 9cm děla Uchatius a dvě 7cm děla. Plavidla měla taketáž o ploše 1633,15 m2. Dále měla čtyři kotle a jeden nízkotlaký dvouválcový horizontální parní stroj (o výkonu 2755 ihp), roztáčející jeden lodní šroub. Nejvyšší rychlost dosahovala 13,28 uzlu. Dosah byl 2000 námořních mil při rychlosti 10 uzlů.

### Modernizace
Roku 1880 byla plocha plachet redukována na 1158,6 m2. Výzbroj byla zároveň posílena o čtyři 350mm torpédomety. V 90. letech 19. století bylo instalováno šest rychlopalných 4,7cm kanónů, tři 4,7cm revolverové kanóny Hotchkiss a dva pětihlavňové 25mm kanóny Nordenfelt.